# Мануци
Мануци (итал. Manucci, пол. Manuczy) — графский род.
Род графов Мануци происходит от древней благородной итальянской фамилии, в XV веке поселившейся в Венецианской республике. Многие представители рода прославились службой и трудами на пользу республики, в особенности во время войн с турками.
Род пользовался графским титулом, что подтверждено дипломом, данным от курфюрста Баварского, где к древнему гербу рода графов Мануци присоединён золотой лев из Палатинского герба. Род поселился в Польше (1772), где получил во владение староство.
Граф Николай Мануци и сын его Станислав, получали самые важнейшие поручения, где всегда на деле показывали усердие своё к Всероссийскому Престолу. Император Павел I пожаловал Николая Мануци камергером и действительным статским советником и дозволил ему и сыну его Станиславу потомственно именоваться графами.

## Описание герба
В щите, разделённом на четыре части, посередине находится малый щиток, разрезанный надвое, в котором в верхней чёрной половине находится стоящий на задних лапах золотой лев, в левую сторону обращённый, а в нижней серебряной половине якорь, обвитый канатом (изм. польский герб Котвица).
В первой части в золотом и четвёртой в чёрном полях, изображено по одному кресту переменных с полями цветов. Во второй части в голубом поле видна выходящая с левой стороны рука, держащая ветвь с тремя розами. В третьей части в голубом же поле золотая башня с четырьмя на ней зубцами и с Флагом.
На щите наложена графская корона, и на ней поставлен шлем, графской же короной увенчанный. Намёт на щите голубой, подложенный золотом. Щитодержатели: два серебряных льва, под щитом девиз: «Твой есмь аз, спаси мя». Герб рода Мануци, графов иностранного государства внесён в Часть 6 Общего гербовника дворянских родов Всероссийской империи, стр. 133.